# Шеломієнко Владислав Юрійович
Владислав Юрійович Шеломієнко (нар. 05 травня 1960 — пом. 29 липня 2022, селище Оленівка, Донецької області) — український військовослужбовець, молодший сержант Окремого загону спеціального призначення «Азов» Національної гвардії України, учасник російсько-української війни, який відзначився під час відбиття російського вторгнення в Україну і загинув у полоні внаслідок терористичного акту, вчиненого в ніч проти 29 липня 2022 року російськими окупаційними військами на території колишньої Волноваської виправної колонії № 120. Кавалер ордена «За мужність» ІІІ ступеня (2023 р., посмертно). Один із чотирьох найстарших за віком (62 роки) серед загиблих у Оленівці.

## Життєпис
Владислав Шеломієнко народився 5 травня 1960 року у родині військовослужбовця.
1980 року переїхав у місто Харків, де й одружився.
За словами доньки, Владислав Юрійович з юності обожнював танки. Мав удома колекцію моделей бронетехніки, які власноручно зібрав. Працював танкістом-випробувачем на заводі імені Малишева. Потрапивши під скорочення, понад усе мріяв повернутися до улюблених бойових машин, про які знав, здається, усе. 
Деякий час працював водієм-далекобійником, але 2014-го вирішив, що треба вже і дома трохи побути і влаштувався на СТО в Харкові. Наприкінці року на роботі стався вибух, і він, рятуючи машини з полум’я, дістав сильних опіків та сильно пошкодив ліву руку. 
Пізніше, коли Владислав Юрійович звернувся до військомату із проханням про призов його на військову службу, йому відмовили через стан здоров’я. Тоді він поїхав на Схід неофіційно, приєднавшись до волонтерів. Одного разу виявив себе, коли побачив, як на полі бою вийшов із ладу танк – він кинувся на допомогу і за лічені хвилини бойова машина «ожила» та своїм ходом поїхала у безпечне місце. Танкістами, яким він допоміг, були «азовці», і це випадкове знайомство закінчилося тим, що Владислав Юрійович повернувся до роботи зі своєю улюбленою бронетехнікою, ставши військовослужбовцем ремонтної роти Окремого загону спеціального призначення «Азов» Національної гвардії України, водієм-мотористом із шанобливим позивним «Сенсей».
Після початку російського вторгнення Владислав Юрійович разом із однополчанами обороняв Маріуполь: ремонтував – поки було що ремонтувати – а потім діяв як піхотинець. Востаннє йому вдалося зателефонувати доньці 18 травня 2022 року, він сказав їй: «У мене все добре, скоро повернусь…».
Невдовзі за наказом вищого військового керівництва заради збереження життя людей Владислав Юрійович вийшов з побратимами з обложеного металургійного комбінату «Азовсталь» та потрапив у так званий «полон за домовленістю». Утримувався на території колишньої Волноваської виправної колонії № 120 в окупованому селищі Молодіжному, що неподалік колишнього адміністративного центру селищної ради Оленівки колишнього Волноваського (нині – Кальміуського) району Донецької області, де окупанти утворили фільтраційну в’язницю. 
У ніч на 29 липня 2022 року прийняв мученицьку смерть у полоні внаслідок масового вбивства військовополонених, влаштованого окупантами у колонії в Оленівці.
Після репатріації тіла у жовтні 2022-го та ідентифікації за двома експертизами ДНК 30 травня 2023 року молодший сержант Шеломієнко був похований із військовими почестями на Алеї Слави харківського кладовища № 18. 

## Нагороди
- орден «За мужність» ІІІ ступеня (3 листопада 2023 року, посмертно) — за особисту мужність і самовідданість, виявлені у захисті державного суверенітету та територіальної цілісності України, сумлінне та бездоганне служіння Українському народові[3].